# Klevgränd

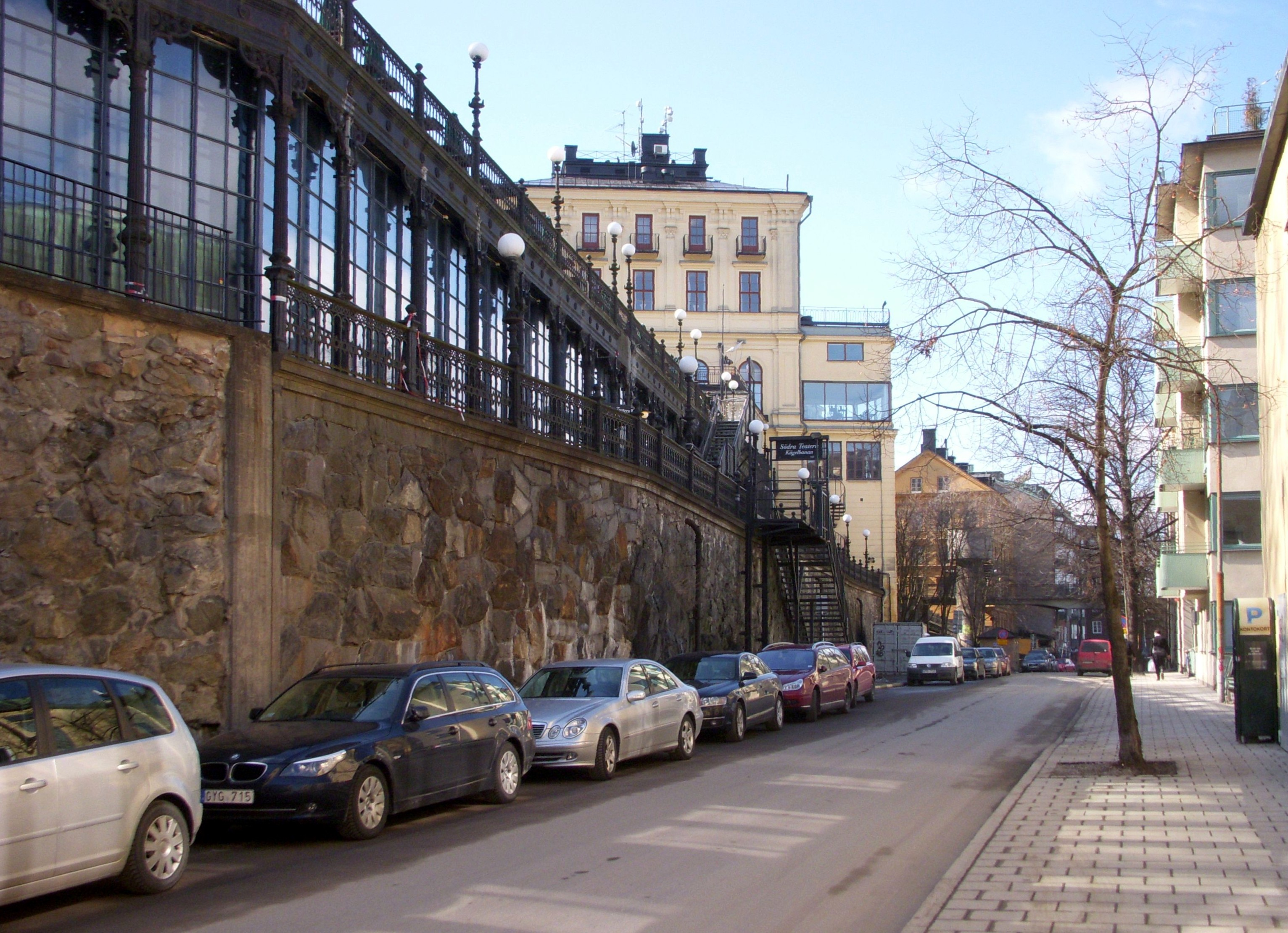
Klevgränd mot väst med Mosebacke Terrass och Södra teatern i bakgrunden.

Klevgränd är en gata på Södermalm i Stockholm. Den går från Götgatan i väster parallellt med och söder om med Katarinavägen till Glasbruksgatan i öster. 

## Historik

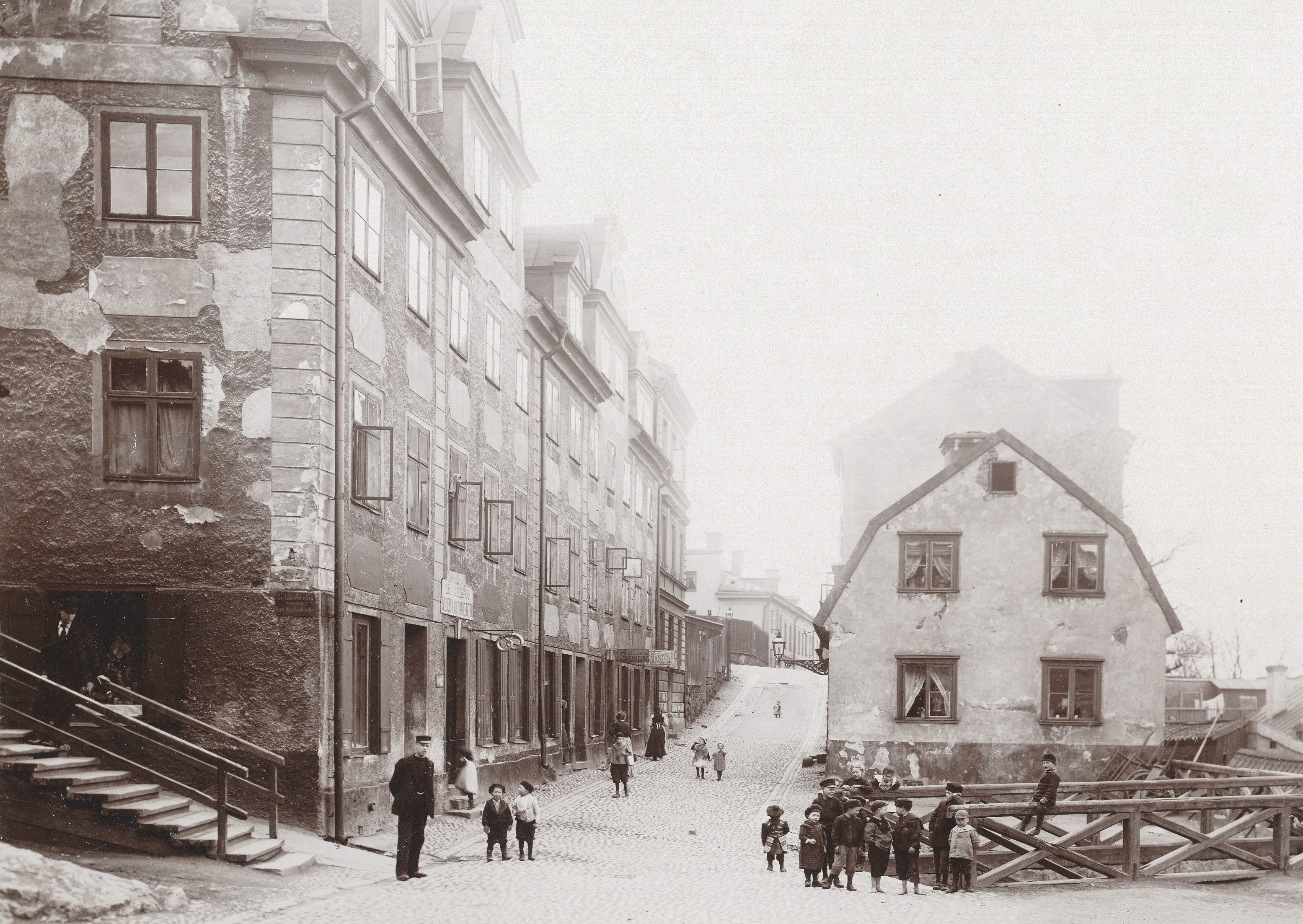
Dåvarande Lilla Glasbruksgatan västerut, 1902. Till vänster syns Elias Kullmans hus.

Namnet är belagd sedan 1648 (Kleeff grenden och Kleffwegränden). Namnet kommer från "klev" som betyder brant backe eller brant väg uppför ett berg. Sedan 1690-talet kallades gränden även för Ormsaltare gränden, även på Petrus Tillaeus karta från 1733 anges detta namn. I en annons i Dagligt Allehanda år 1777 förekommer båda namnen Ormsaltare- eller Klewegränden. Ormsaltare har fått olika förslag till tolkning. I svenska dialekter har ormsaltare betydelsen "listig människa". Enligt Björn Hasselblad (Stockholmskvarter) härrör namnet från en tysk man med namn Alexander Ormesälter, som under senare delen av 1600-talet ägde ett hus i trakten. 
Dominerande byggnaden vid Klevgränds södra sida är anläggningen för Södra teatern med sin långa Mosebacke Terrass i gjutjärn. Där leder en trappa upp till Södra teaterns "Kägelbanan". Högt över Klevgränd går även gångbryggan till Katarinahissen. Innan Klevgränd avsmalnar för att leda ner till Götgatan ligger parken Tunnelbacken med utsikt över Slussen. Härifrån och till Götgatan är Klevgränd gågata. Via Thor Modéens trappor når man ner till Katarinavägen.
Stenhuset i kvarteret Ormsaltaren med adress Klevgränd 1C vid Thor Modéens trappor är Södermalms äldsta bevarade profanbyggnad och troligen från tidigt 1600-tal. Hörnhuset Klevgränd 1A/Götgatan 7 är ett flerbostadshus i jugendstil som uppfördes 1911–1912 efter ritningar av arkitekt Wilhelm Klemming. Byggnaden har uppmärksammats för sin planterade takterrass. Sedan 1933 är Stomatolskylten placerad på fastigheten Klevgränd 1B (fasad mot norr). Den konstruerades av uppfinnaren Mauritz Larsson och består av 1 361 glödlampor (25 W) i färgerna rött, gult och vitt.
Den östra delen av Klevgränd hette fram till 1969 Lilla Glasbruksgränd. I hörnet med Katarina kyrkobacke märks ett kulturhistoriskt värdefullt stenhus från 1740-talet. Det kallas Elias Kullmans hus efter sin byggherre skräddarmästaren Elias Kullman och representerar en av Södermalms mest påkostade byggnader från 1700-talets första hälft.

## Bilder

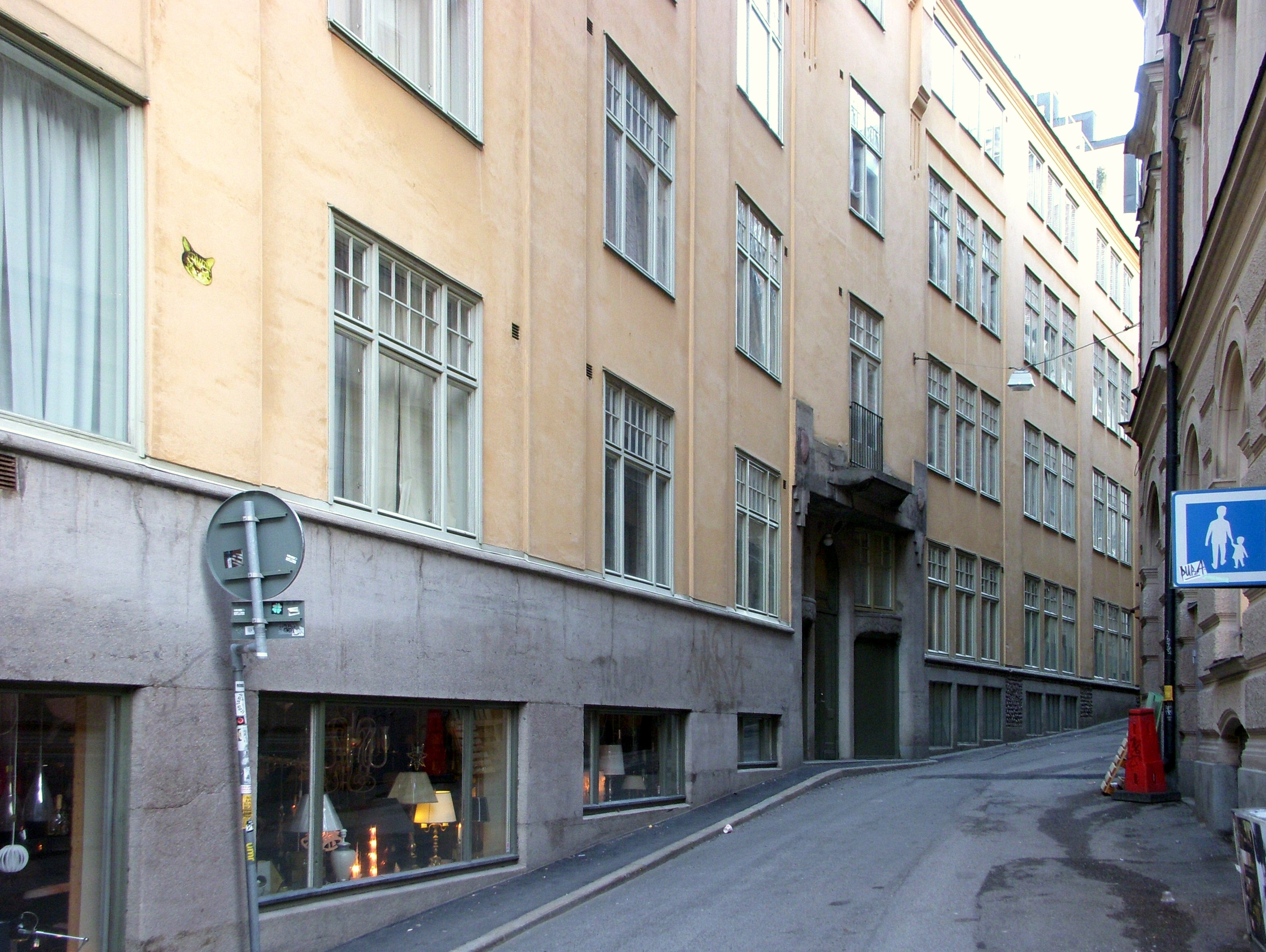
Klevgränd 1A, i jugendstil från 1912
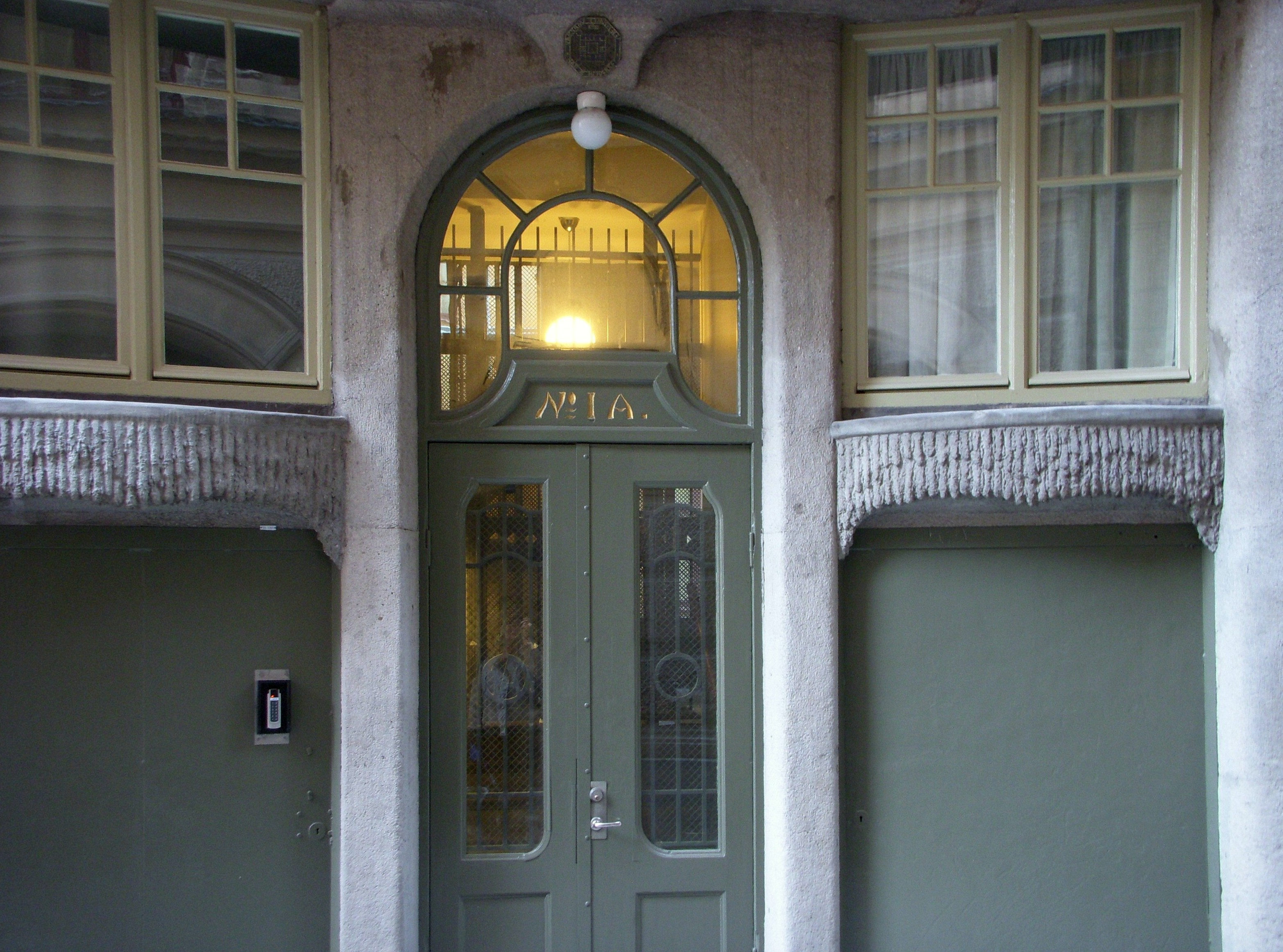
Klevgränd 1A, entréport
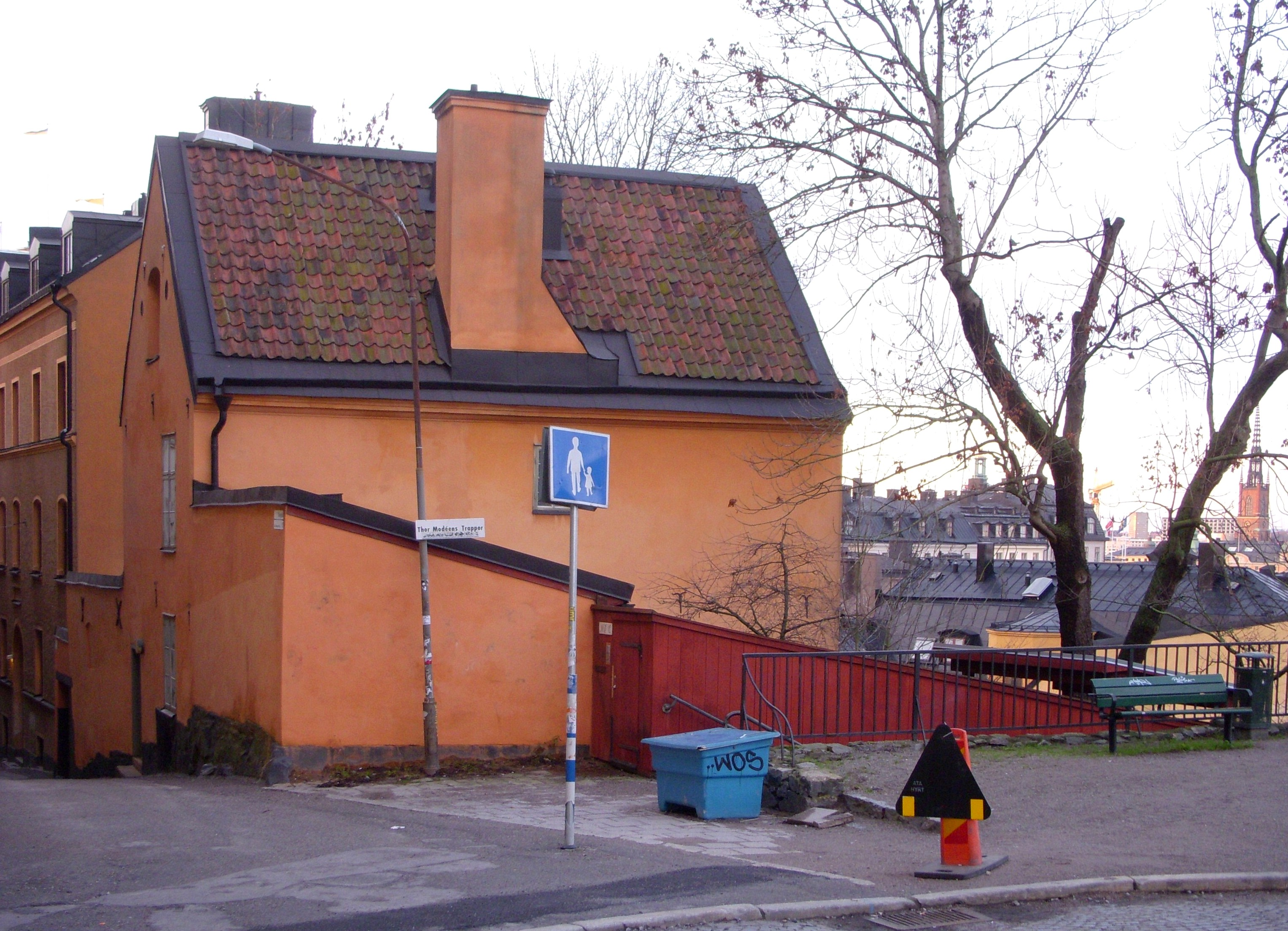
Klevgränd 1C, Södermalms äldsta profana stenhus, tidigt 1600-tal
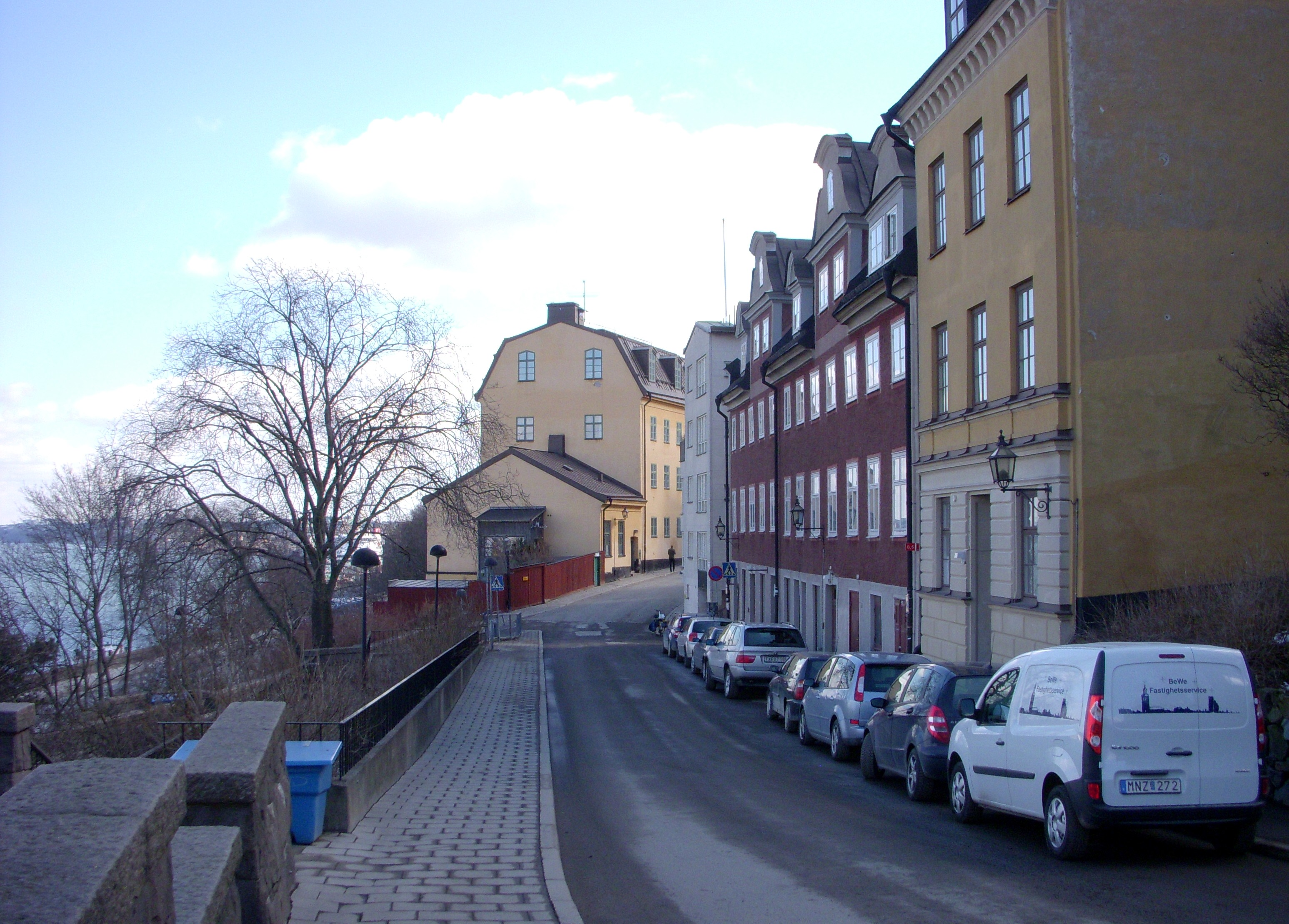
Klevgränd, vy mot öst
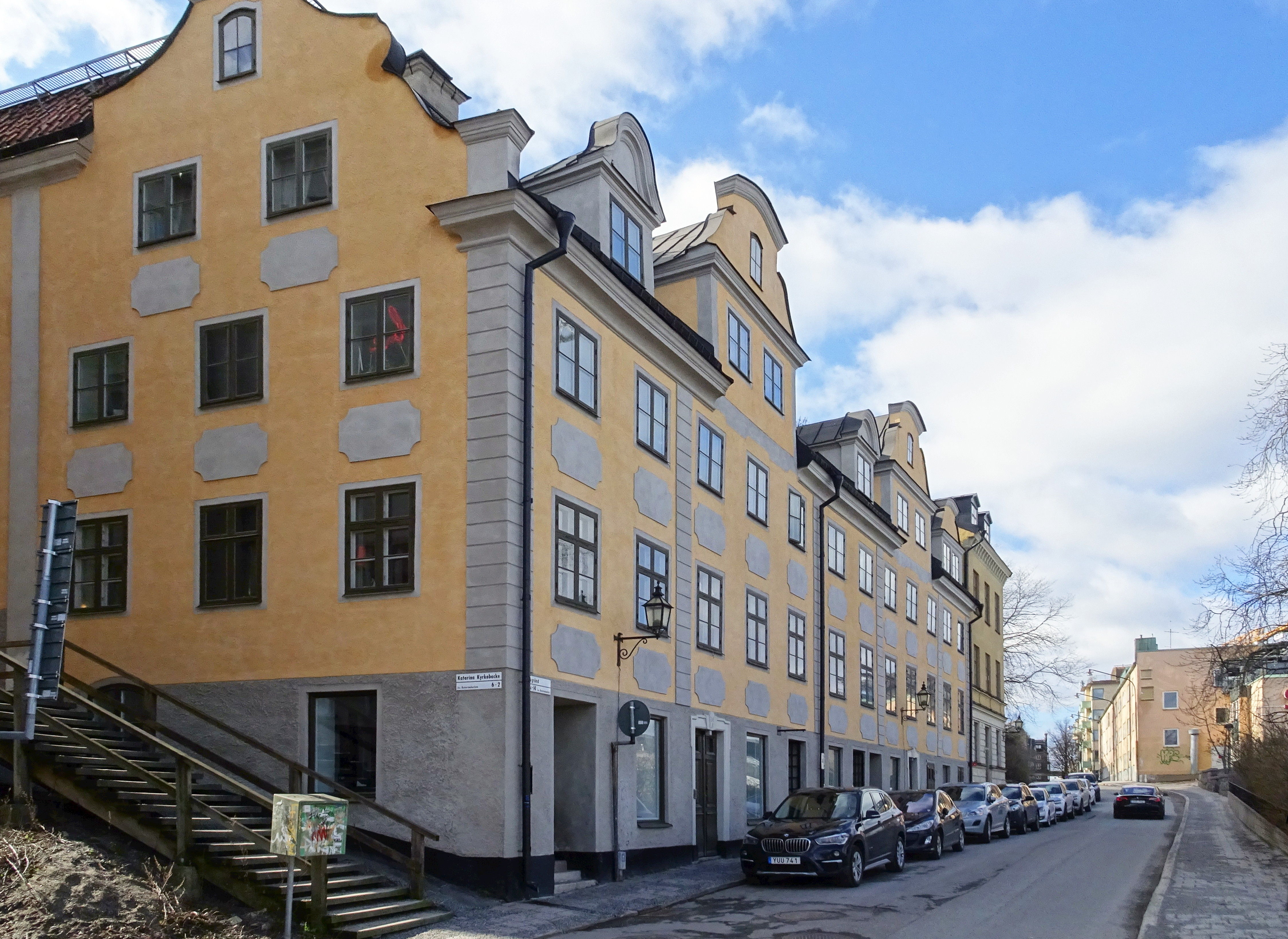
Elias Kullmans hus, Klevgränd 16